# Vin & Sprit
Vin & Sprit (V&S Vin & Sprit AB, Muttergesellschaft der V&S Group, in Deutschland vertreten durch die V&S Deutschland GmbH) ist ein schwedischer Spirituosenhersteller im Konzern Pernod Ricard mit Sitz in Stockholm. Absolut Vodka ist die wichtigste und wohl bekannteste Marke der V&S Group.
Das Unternehmen wurde 1917 gegründet und gehörte bis zum 23. Juli 2008 zu 100 % dem schwedischen Staat. Das Unternehmen ist einer der größten Hersteller von Spirituosen in Europa und eines der weltweit zehn größten Unternehmen in der Alkohol-Industrie. V&S hat Niederlassungen in Schweden, sieben weiteren europäischen Ländern sowie den USA und Hongkong. Das Unternehmen beschäftigt rund 2500 Angestellte (2006). Die Produkte werden in 125 Ländern vertrieben. Im Jahre 2006 setzte das Unternehmen 10,3 Milliarden SEK um, der Gewinn nach Steuern lag bei 1,6 Milliarden SEK. Generaldirektor ist Bengt Baron.
Im Dezember 2006 kündigte die schwedische Regierung an, dass sie im Rahmen einer Privatisierung von Staatsunternehmen auch Anteile von Vin & Sprit verkaufen wolle. Die schwedische Regierung wolle damit zwischen 3,8 und 4,9 Milliarden Euro einnehmen. Über Art und Umfang des Verkaufs wurden keine Angaben gemacht. Im März 2007 erklärte das Unternehmen Bacardi sein Interesse an einer Übernahme des schwedischen Spirituosenherstellers. Dieser soll nach Angaben von Börsenexperten einen Wert von 4,3 Milliarden Euro haben.
Am 1. April 2008 wurde bekannt, dass sich der schwedische Staat mit dem französischen Spirituosenkonzern Pernod Ricard geeinigt hat, seine Anteile an V&S für einen Preis von 5,6 Milliarden Euro an diesen zu verkaufen.

## Bekannte Marken
- Absolut Vodka
- Aalborg Akvavit & Malteserkreuz Aquavit
- Gammel Dansk
- Plymouth Gin